# 군산 동국사 소조석가여래삼존상 및 복장유물
군산 동국사 소조석가여래삼존상 및 복장유물(群山 東國寺 塑造釋迦如來三尊像 및 腹藏遺物)은 대한민국 전북특별자치도 군산시 동국사에 있는 조선시대의 불상이다.
2011년 9월 5일 대한민국의 보물 제1718호로 지정되었다.

## 개요
군산 동국사는 1909년 일본인 조동종 승려 금강선사(錦江禪師)가 개창한 사찰로, 1956년 6월 12일 불교전북교당에서 인수하여 동국사로 개명하고 현재 대한불교조계종 제24교구 선운사 말사로 등록되어 있다. 동국사 경내에는 일본식 대웅전이 등록문화재 제64호로 등록되었다.
대웅전에 봉안되어 있는 《소조석가여래삼존상》은 원래 금산사 대장전에 모셔져 있던 것인데, 동국사 주지였던 김남곡스님(1913～1983)이 전북종무원장으로 재직하던 1950년대 후반 이곳으로 이안하였다고 한다.
가섭과 아난존자상의 복장에서 발견된 조성발원문에 따르면, 이 삼존상은 순치(順治) 7년(효종 1, 1650) 6월에 조성불사를 시작하여 9월 2일에 공사를 마쳐 금산사에 봉안하였다고 한다. 불상 조성에는 벽암각성(碧巖覺性,1575～1660)과 호연태호(浩然太浩, 1564～1652) 등 당시 불교계를 대표하는 양대 문파의 최고승이 참여하여 증명하였고, 조각(彫刻)은 응매(應梅)를 비롯한 관해(寬海), 천명(天明), 성율(性律), 노원(魯元), 사준(思俊), 뇌인(雷忍) 등 6명의 조각승들이 함께 제작하였다. 이와 더불어 석가여래상에서 발견된 시주질(施主秩)에 따르면, 불상조성에 참여한 승속(僧俗)이 무려 1,050여 명에 이르는데, 이것만으로도 당시 불사의 중요성을 짐작할 수 있다.
불상을 조성한 수조각승 응매(應梅)는 1614년 수화원 각민(覺敏)을 모시고 순천 송광사 대웅전 삼존불상을 제작하였고, 차화원(次畵員) 관해(寬海)는 1633년 인균(印均)이 수화승으로 참여한 김제 귀신사 영산전 석가여래삼존상 및 16나한상 조성에 참여하였다. 또 성률(性律)은 1633년 수화승 무염(無染)과 함께 선운사 대웅보전 목조비로자나삼불좌상을 조성하였다. 특히 주목되는 것은 시주자 중 신경(信冏), 도우(道雨), 쌍조(雙照), 희장(熙莊) 등은 17세기 중엽 경 활발히 활동했던 조각승으로 추정된다. 이와 같이 본다면 다른 유파의 조각승이 주도한 불사에 시주자로 참여한 것이어서 흥미롭다.
삼존의 구성은 항마촉지인을 결한 석가여래를 중심으로 상수제자(上首弟子)인 가섭과 아난존자를 좌우에 배치한 석가여래삼존형식이다. 통상적으로 볼 수 있듯 가섭은 늙은 비구형으로, 아난은 젊은 비구형으로 표현하였다. 제작기법은 나무로 전체적인 윤곽을 잡은 다음 흙으로 완성한 목심 소조불상이다.
우선 석가여래상의 머리는 육계와 명확하게 구분짓지 않고 가는 나발로 촘촘하게 부착하였다.
머리의 중앙과 정상에는 반달형의 중앙계주와 반구형의 정상계주를 갖추었다. 신체에 비해 다소 크게 표현한 얼굴은 양 볼과 턱 선을 두툼하고 부드럽게 처리하였다. 코는 높고 큼직하며, 콧방울을 크고 두툼하게 처리하여 중후하면서도 개성적이다. 적당히 부풀린 눈두덩 사이로 사바세계의 중생을 굽어 살피듯 시선을 깊이있게 처리하여 온화하고 자비롭다. 얼굴에서 풍기는 중후함은 1633년에 조성된 김제 귀신사 영산전 소조석가여래좌상이나 익산 심곡사 아미타여래좌상 등과 유사하다.
착의형식은 조선후기 불상에서 흔히 볼 수 있는 한 장의 대의로 걸쳐 입되, 오른쪽 어깨를 살짝 덮은 변형의 편단우견 착의법이다. 대의는 두텁게 처리하여 신체의 굴곡은 거의 드러내지 않았다.
오른쪽 어깨를 덮은 대의 자락은 한번가량 날렵하게 반전시켰다. 대의에 표현된 주름은 선의 강약 변화가 거의 일정한 직․곡선을 사용하였으나 흙으로 빚은 탓인지 부드러우면서 골이 깊어 입체적이다. 가슴 아래로는 대각선으로 한번 접어 단순화 시킨 군의가 표현되었고, 그 아래로 불룩 나온 복부의 곡선이 간취된다. 특히 양쪽 어깨에 표현된 골 깊은 입체적인 Y자형 주름과 역Y자 형 주름을 대칭적으로 표현하였다.
항마촉지인을 결한 수인은 손가락마다 미묘한 변화를 주어 잔잔한 운율이 느껴진다.
좌법은 길상좌로 왼쪽 넓적다리에 올린 오른발은 노출하였고 대의자락에 덮인 왼발은 윤곽만을 표현하였는데, 조선후기 불상에서 흔히 볼 수 있는 표현방식이다. 무릎에 표현된 주름은 오른쪽 발목을 크게 반전하며 내려온 넓은 띠 주름을 중심으로 부채꼴 모양의 주름이 파형을 이루며 자연스럽게 펼쳐져 있고, 오른쪽 발가락 위로 드리워진 소맷자락은 잎형을 이루고 있다. 특히 무 릎 앞쪽으로 중앙의 넓은 八자형의 띠 주름을 중심으로 파형을 이루며 자연스럽게 펼쳐진 부채꼴 주름은 17세기 전․중엽 경에 활동한 인균파(印均派) 작품과 유사하다.
가섭과 아난은 최근의 개칠로 인해 세월이 주는 고고한 맛은 없다. 가섭은 가사장삼을 편단우견으로 걸치고 석가모니불의 왼쪽에 시립하고 있으며, 이(齒)를 드러내고 환하게 미소 짓고 있는 자비로운 모습이다. 그는 두타제일(頭陀第一)의 수행자답게 수행 이력이 고스란히 드러나도록 얼굴의 주름, 노비구의 노쇠한 골근(骨筋)까지 세밀하게 표현하였다. 수인은 주먹쥔 오른손을 왼손으로 감싸쥔 다음 세운 오른손 검지를 왼손 검지 첫마디로 지그시 누르고 있는 모습인데, 비로자나불의 지권인처럼 지은 이러한 수인은 가섭존자의 수인에서 흔히 볼 수 있다. 이와 대조적으로 잘생긴 청년 비구형의 아난은 두터운 가사장삼을 걸치고 석가모니불의 오른쪽에 시립하였다. 두 손은 모아 합장하였다. 두 상의 주름은 석가불상과 마찬가지로 부드러우면서 입체적이다.
이 석가여래삼존상은 양식상 양감이 풍부하고 중후한 상호, 무게감이 느껴지는 장중한 신체비례와 양감, 부드럽고 입체적인 선묘, 그리고 옷 주름 표현 등에서 17세기 전중반의 대표적인 조각승 응원․인균파 내지 무염파 불상조각 양식을 계승한 것으로 판단된다. 즉 불상 조성에 참여한 화원(畵員) 가운데 성율이 이에 앞서 인균과 무염의 보조화원으로 참여하고 있는데 그 이유를 찾을 수 있다.
동국사 석가여래삼존상에서 발견된 복장유물은 후령통과 이와 관련된 오보병 유물이 주류를 이루고 있다. 이들 유물은 1650년 조성 당시에 납입된 것으로 추정된다.

## 갤러리

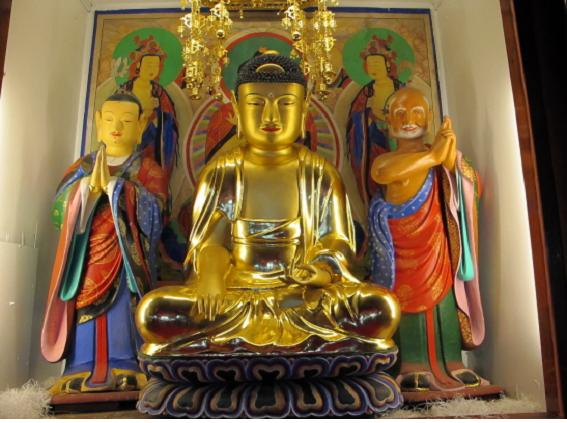
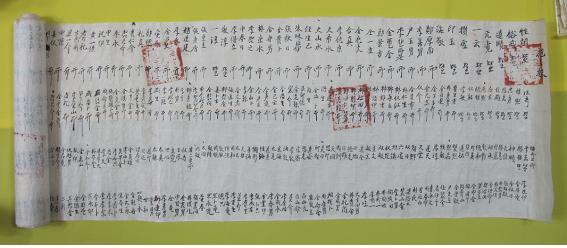
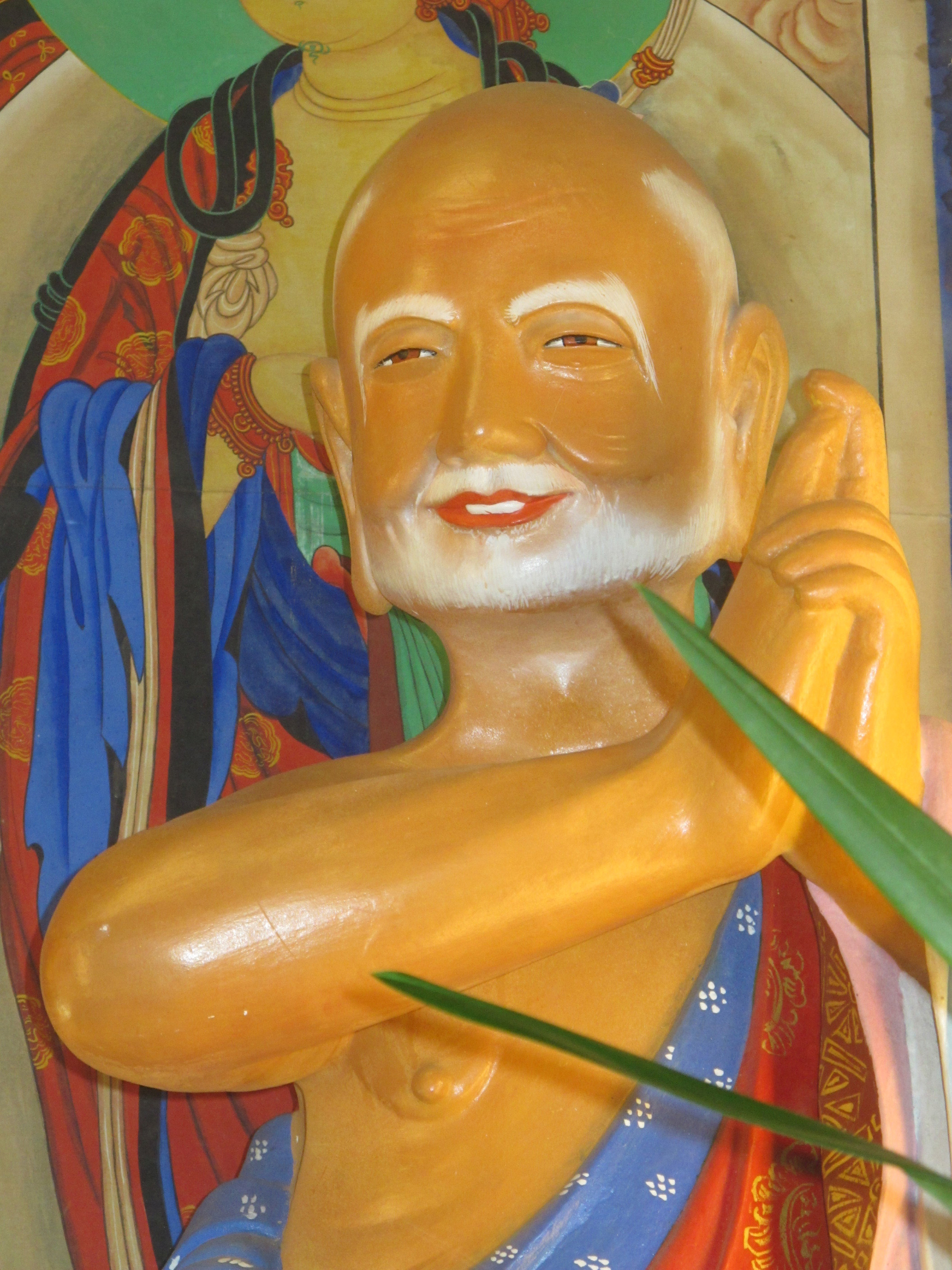
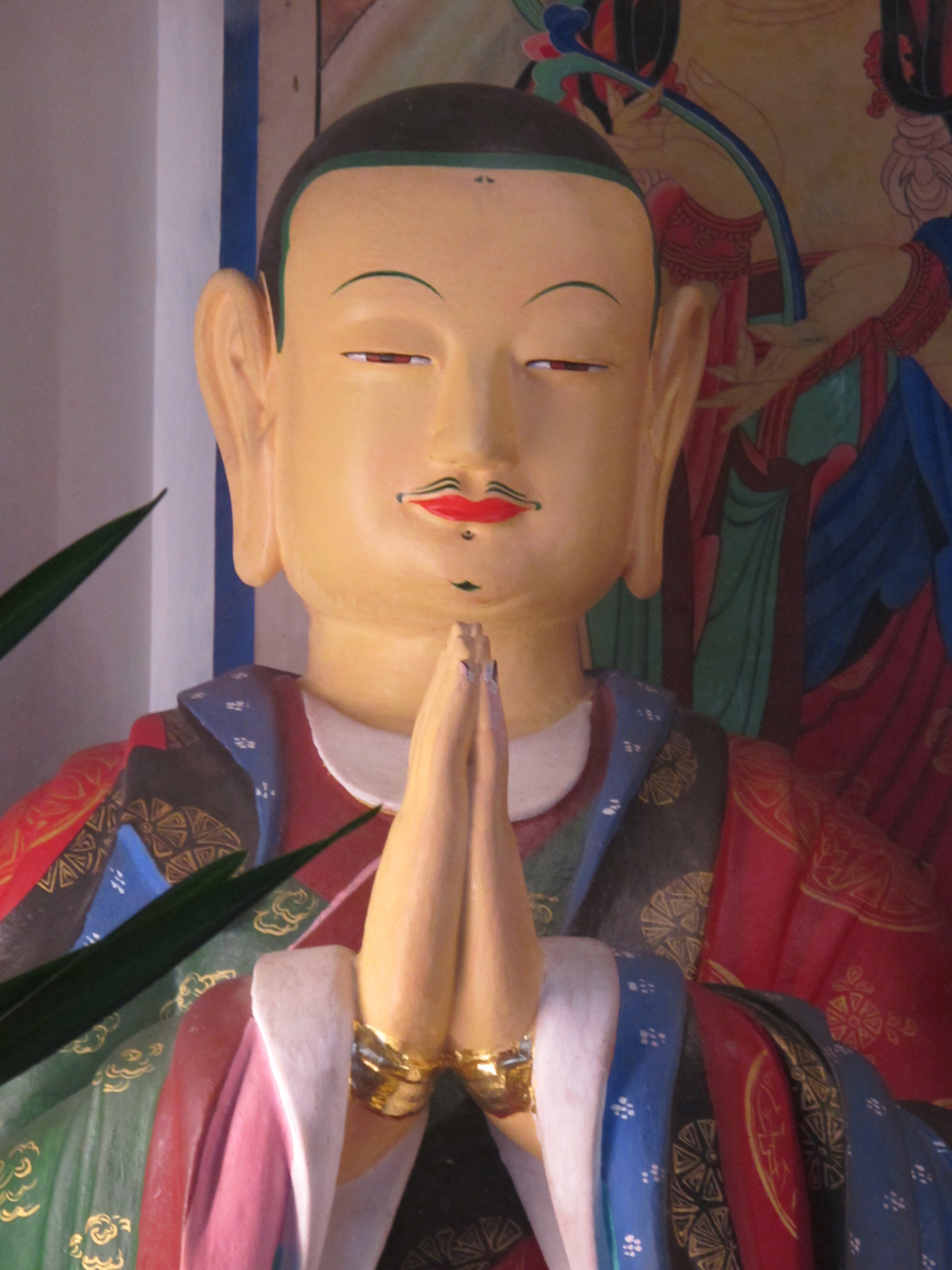
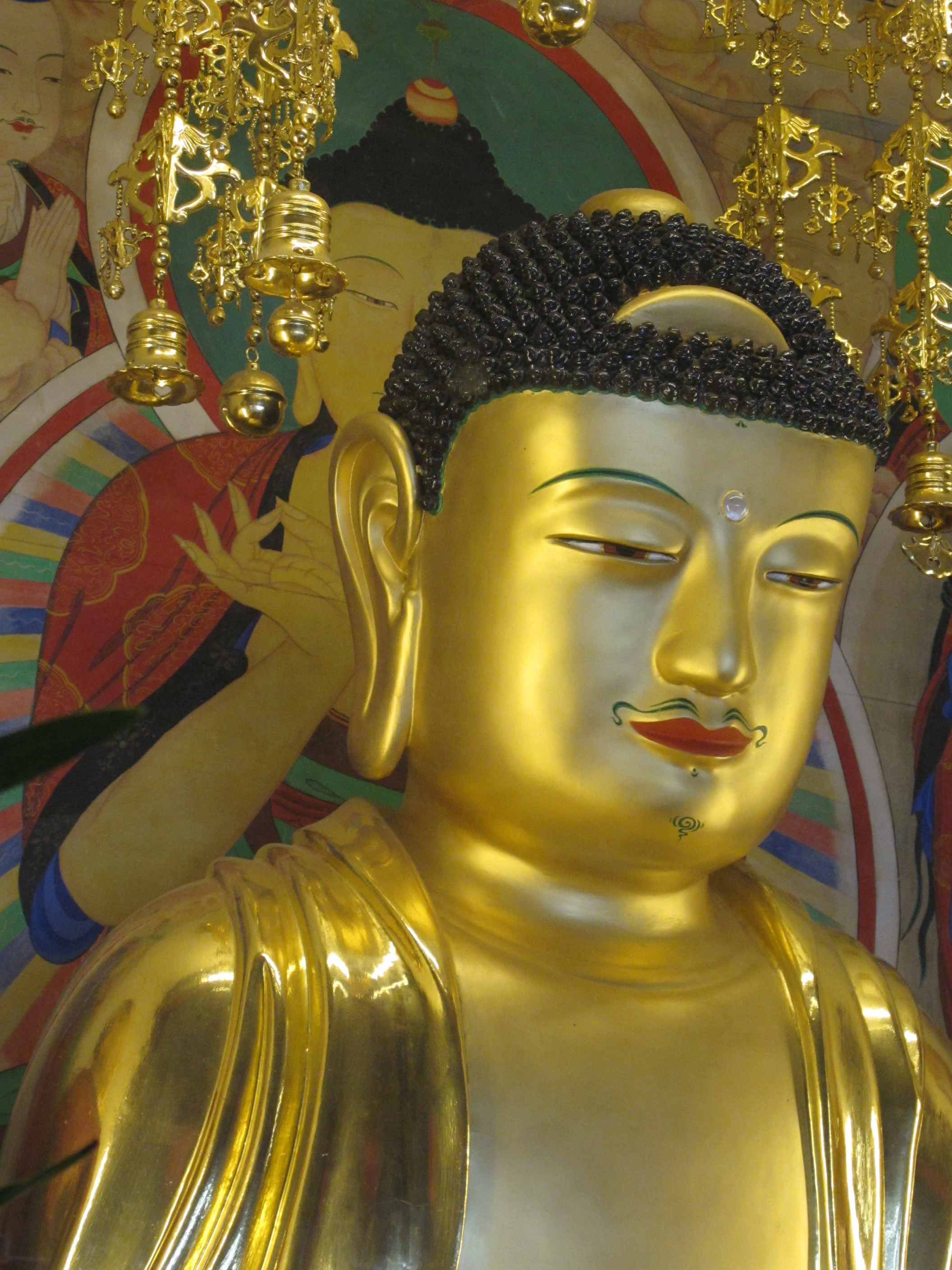
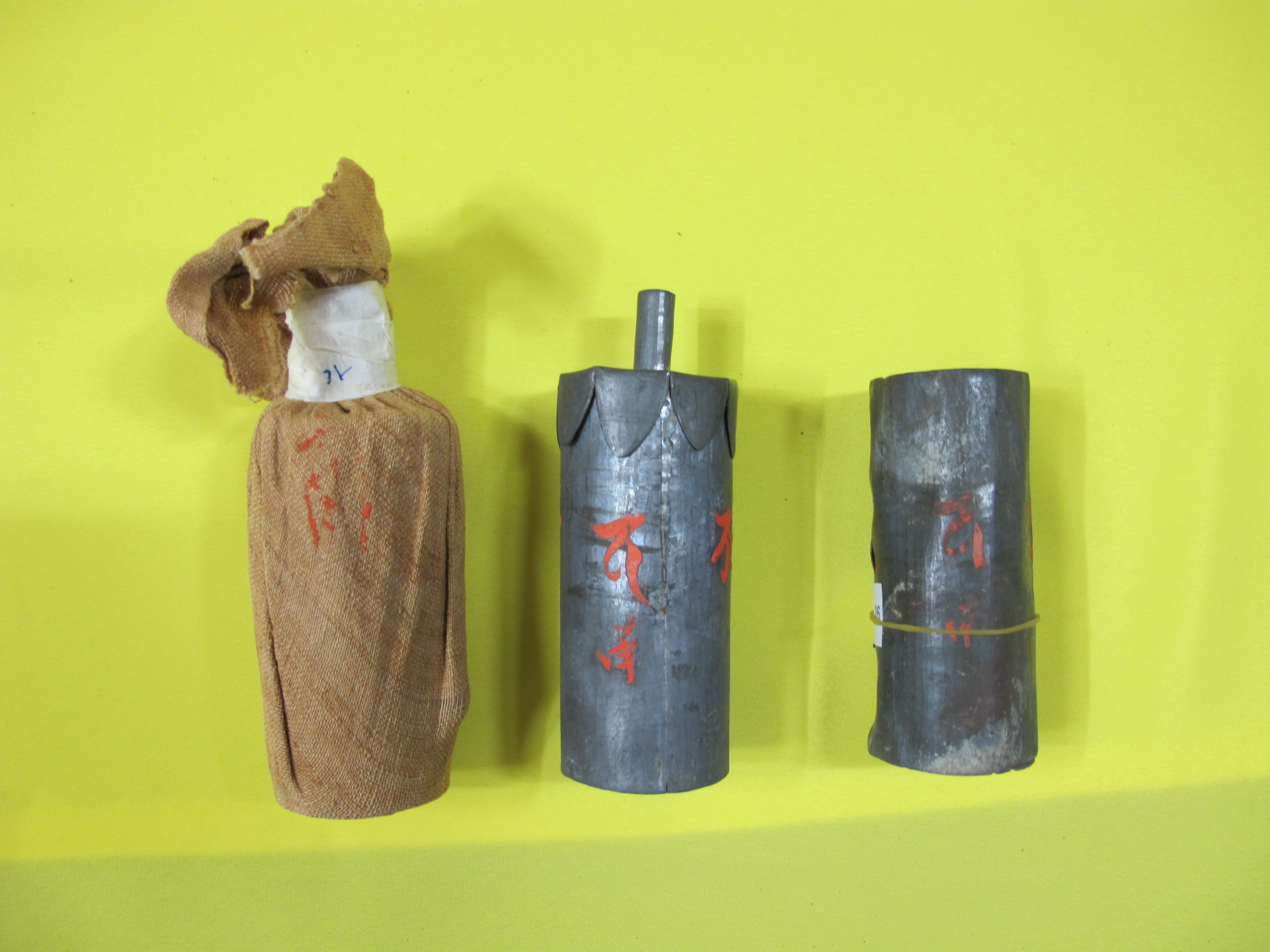
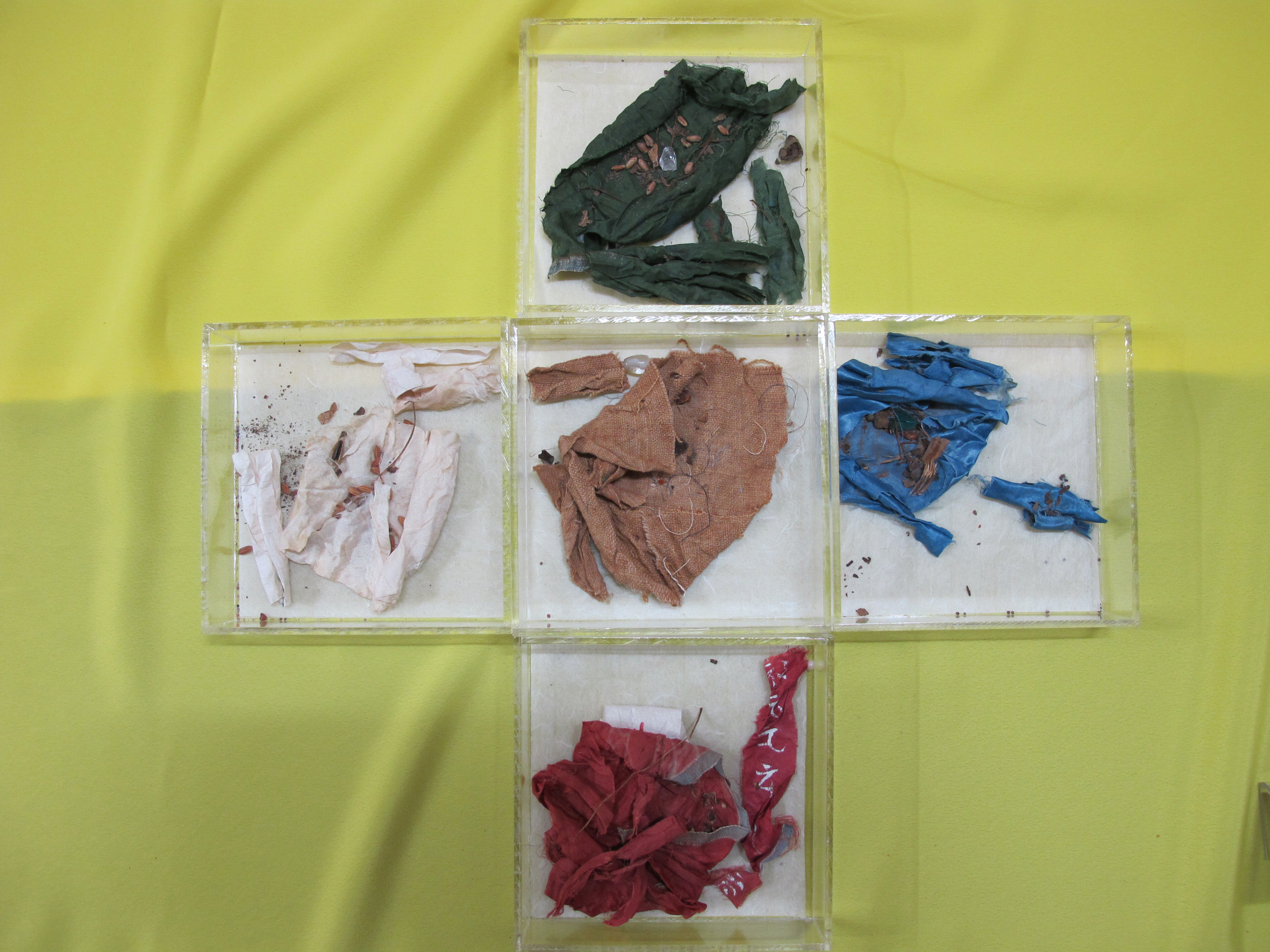
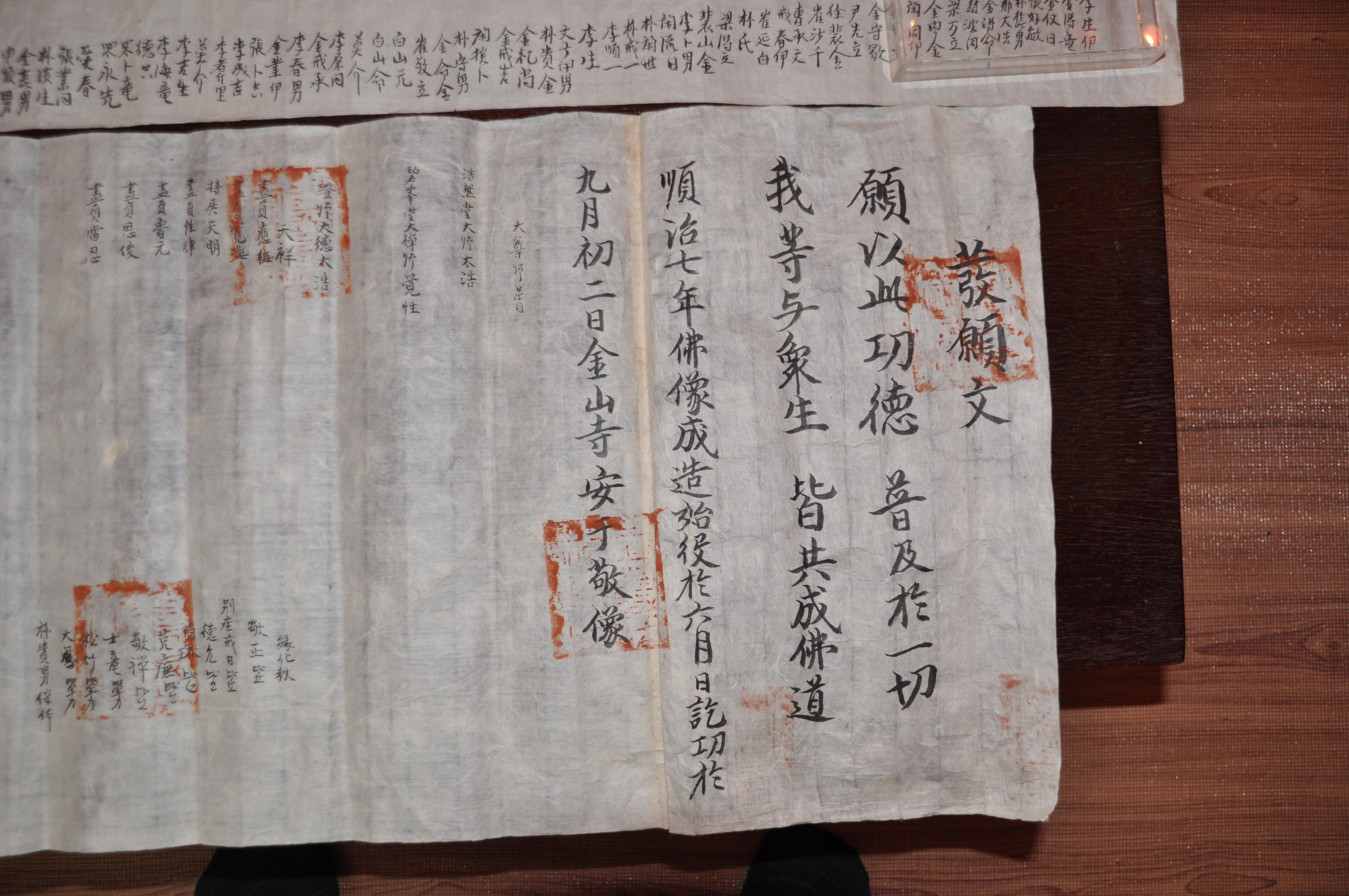

## 같이 보기
- 동국사

## 참고 자료
- 군산 동국사 소조석가여래삼존상 및 복장유물 - 국가유산청 국가유산포털